# Fernand Canteloube
Fernand Canteloube (3 de agosto de 1900 — 16 de julho de 1976) foi um ciclista francês que representou França nos Jogos Olímpicos de Verão de 1920 em Antuérpia, onde conquistou a medalha de ouro e bronze no ciclismo de estrada. Terminou em quarto lugar no Campeonato Mundial de Estrada em 1921.